# Carl Peter Thunberg
Carl Peter Thunberg (født 11. november 1743 i Jönköping, død 8. august 1828 i Thunaberg) var en svensk botaniker, som blev Linnés mest betydningsfulde elev. Han læste naturhistorie og medicin, rejste til Paris og Nederlandene for til sidst fra 1775-76) at rejse til Japan. Her lykkedes det ham at foretage en rejse mellem Nagasaki og Edo, og under den rejse indsamlede han eksemplarer af japanske planter. Disse indsamlinger blev baggrunden for hans værk Flora Japonica (1784).
Vel hjemkommet til Sverige i 1779, blev han i 1781 udnævnt til professor ved universitetet i Uppsala. I mellemtiden havde han bl.a. foretaget en rejse til London, hvor han mødte sir Joseph Banks og Johann Reinhold Forster, nogle af tidens mest betydningsfulde forskere inden for botanik. Hans andet store værk, Flora capensis, blev udgivet i 1813.

## Trivia
- Planteslægten Thunbergia (i Akantus-familien) er opkaldt efter Thunberg, og mange arter bærer artstilføjelsen thunbergii, som også refererer til ham.
- Auktorbetegnelsen Thunb. angiver, at det er Carl Peter Thunberg, der har givet arten dens videnskabelige navn.